# Dawsonia papuana
Dawsonia papuana är en bladmossart som beskrevs av F. Müller, Schliephacke och Geheeb 1896. Dawsonia papuana ingår i släktet Dawsonia och familjen Polytrichaceae. Inga underarter finns listade i Catalogue of Life.